# 어둠 (노래)
〈어둠〉(暗闇 쿠로야미[*])는 STU48의 1번째 싱글이다.

## 배경과 릴리즈
- STU48의 첫 메이저 데뷔 싱글이다.
- 센터 포지션은 타키노 유미코.
- Type=A, Type-B, Type-C, Type-D, Type-E, Type-F, Type-G, 극장반의 8형태로 발매.

## 수록곡

### Type-A
자켓 사진: 타키노 유미코
CD
1. 暗闇 / 어둠
2. 瀬戸内の声 / 세토우치의 소리
3. STU48（兵庫ver.） / STU48 (효고 ver.)
4. 非全力 / 비전력
5. 暗闇 off vocal ver.
6. 瀬戸内の声 off vocal ver.
7. STU48（兵庫ver.） off vocal ver.
8. 非全力 off vocal ver.

DVD
1. 暗闇 Music Video
2. 瀬戸内の声 Music Video
3. STU48 세토우치 7현 투어 ~처음 뵙겠습니다. STU48입니다.~ 연속 장편 라이브 다큐멘터리 시리즈 Vol.5 효고편

### Type-B
자켓 사진: 이와타 히나, 오카다 나나
CD
1. 暗闇 / 어둠
2. 瀬戸内の声 / 세토우치의 소리
3. STU48（岡山ver.） / STU48 (오카야마 ver.)
4. 非全力 / 비전력
5. 暗闇 off vocal ver.
6. 瀬戸内の声 off vocal ver.
7. STU48（岡山ver.） off vocal ver.
8. 非全力 off vocal ver.

DVD
1. 暗闇 Music Video
2. 瀬戸内の声 Music Video
3. STU48 세토우치 7현 투어 ~처음 뵙겠습니다. STU48입니다.~ 연속 장편 라이브 다큐멘터리 시리즈 Vol.2 오카야마편

### Type-C
자켓 사진: 이치오카 아유미, 토로부 유리, 야부시타 후
CD
1. 暗闇 / 어둠
2. 瀬戸内の声 / 세토우치의 소리
3. STU48（広島ver.） / STU48 (히로시마 ver.)
4. 片想いの入り口 / 짝사랑의 입구
5. 暗闇 off vocal ver.
6. 瀬戸内の声 off vocal ver.
7. STU48（広島ver.） off vocal ver.
8. 片想いの入り口 off vocal ver.

DVD
1. 暗闇 Music Video
2. 瀬戸内の声 Music Video
3. STU48 세토우치 7현 투어 ~처음 뵙겠습니다. STU48입니다.~ 연속 장편 라이브 다큐멘터리 시리즈 Vol.7 히로시마편

### Type-D
자켓 사진: 이소가이 카논, 이마무라 미츠키, 카도와키 미유나
CD
1. 暗闇 / 어둠
2. 瀬戸内の声 / 세토우치의 소리
3. STU48（山口ver.） / STU48 (야마구치 ver.)
4. 片想いの入り口 / 짝사랑의 입구
5. 暗闇 off vocal ver.
6. 瀬戸内の声 off vocal ver.
7. STU48（山口ver.） off vocal ver.
8. 片想いの入り口 off vocal ver.

DVD
1. 暗闇 Music Video
2. 瀬戸内の声 Music Video
3. STU48 세토우치 7현 투어 ~처음 뵙겠습니다. STU48입니다.~ 연속 장편 라이브 다큐멘터리 시리즈 Vol.6 야마구치편

### Type-E
자켓 사진: 이시다 치호, 이시다 미나미, 후지와라 아즈사
CD
1. 暗闇 / 어둠
2. 瀬戸内の声 / 세토우치의 소리
3. STU48（徳島ver.） / STU48 (도쿠시마 ver.)
4. 僕たちはシンドバッドだ / 우리들은 신밧드다
5. 暗闇 off vocal ver.
6. 瀬戸内の声 off vocal ver.
7. STU48（徳島ver.） off vocal ver.
8. 僕たちはシンドバッドだ off vocal ver.

DVD
1. 暗闇 Music Video
2. 瀬戸内の声 Music Video
3. STU48 세토우치 7현 투어 ~처음 뵙겠습니다. STU48입니다.~ 연속 장편 라이브 다큐멘터리 시리즈 Vol.1 도쿠시마편

### Type-F
자켓 사진: 사노 하루카, 타나카 코코, 후쿠다 아카리, 모리 카호
CD
1. 暗闇 / 어둠
2. 瀬戸内の声 / 세토우치의 소리
3. STU48（香川ver.） / STU48 (카가와 ver.)
4. 僕たちはシンドバッドだ / 우리들은 신밧드다
5. 暗闇 off vocal ver.
6. 瀬戸内の声 off vocal ver.
7. STU48（香川ver.） off vocal ver.
8. 僕たちはシンドバッドだ off vocal ver.

DVD
1. 暗闇 Music Video
2. 瀬戸内の声 Music Video
3. STU48 세토우치 7현 투어 ~처음 뵙겠습니다. STU48입니다.~ 연속 장편 라이브 다큐멘터리 시리즈 Vol.4 카가와편

### Type-G
자켓 사진: 선발 전원
CD
1. 暗闇 / 어둠
2. 瀬戸内の声 / 세토우치의 소리
3. STU48（愛媛ver.） / STU48 (에히메 ver.)
4. 誰かがいつか 好きだと言ってくれる日まで / 누군가가 언젠가 좋아한다고 말해주는 날까지
5. 暗闇 off vocal ver.
6. 瀬戸内の声 off vocal ver.
7. STU48（愛媛ver.） off vocal ver.
8. 誰かがいつか 好きだと言ってくれる日まで off vocal ver.

DVD
1. 暗闇 Music Video
2. 瀬戸内の声 Music Video
3. STU48 세토우치 7현 투어 ~처음 뵙겠습니다. STU48입니다.~ 연속 장편 라이브 다큐멘터리 시리즈 Vol.3 에히메편

### 극장반
자켓 사진: 선발 전원
CD
1. 暗闇 / 어둠
2. 瀬戸内の声 / 세토우치의 소리
3. STU48（瀬戸内ver.） / STU48 (세토우치 ver.)
4. 誰かがいつか 好きだと言ってくれる日まで / 누군가가 언젠가 좋아한다고 말해주는 날까지
5. 暗闇 off vocal ver.
6. 瀬戸内の声 off vocal ver.
7. STU48（瀬戸内ver.） off vocal ver.
8. 誰かがいつか 好きだと言ってくれる日まで off vocal ver.

## 선발 멤버

### 어둠
(센터 : 타키노 유미코)
- STU48 : 이시다 치호, 이시다 미나미, 이소가이 카논, 이치오카 아유미, 이마무라 미츠키, 이와타 히나, 오카다 나나, 카도와키 미유나, 사노 하루카, 타키노 유미코, 타나카 코코, 토로부 유리, 후쿠다 아카리, 후지와라 아즈사, 모리 카호, 야부시타 후

### 세토우치의 소리
(센터 : 타키노 유미코)
- STU48 : 이소가이 카논, 이치오카 아유미, 이와타 히나, 오카다 나나, 오자키 마미, 타키노 유미코, 타니구치 마히나, 쵸 오리에, 토로부 유리, 후쿠다 아카리, 후지와라 아즈사, 미시마 하루카, 모리 카호, 야부시타 후
- HKT48 팀H : 사시하라 리노

### STU48
(센터 : 타키노 유미코)
- STU48 : 이시다 치호, 이시다 미나미, 이소가이 카논, 이치오카 아유미, 이마무라 미츠키, 이와타 히나, 오오타니 마리나, 오카다 나나, 오자키 마미, 카이 코코아, 카도타 모모나, 카도와키 미유나, 사카키 미유, 사노 하루카, 시오이 히나코, 신타니 노노카, 스가하라 사키, 타키노 유미코, 타나카 코코, 타니구치 마히나, 쵸 오리에, 토로부 유리, 효도 아오이, 후쿠다 아카리, 후지와라 아즈사, 미시마 하루카, 미네요시 아리사, 모리 카호, 모리시타 마이하, 야노 호노카, 야부시타 후

### 비전력
(센터 : 카도와키 미유나)
- STU48 : 이시다 치호, 오오타니 마리나, 카도와키 미유나, 사카키 미유, 쵸 오리에, 효도 아오이, 미시마 하루카

### 짝사랑의 입구
- STU48 : 이치오카 아유미, 이와타 히나, 신타니 노노카, 미네요시 아리사

### 우리들은 신밧드다
(센터 : 토로부 유리)
- STU48 : 이시다 미나미, 카도타 모모나, 사노 하루카, 타나카 코코, 토로부 유리, 후쿠다 아카리, 후지와라 아즈사, 모리 카호, 야노 호노카

### 누군가가 언젠가 좋아한다고 말해주는 날까지
(센터 : 타키노 유미코)
- STU48 : 이소가이 카논, 이마무라 미츠키, 오카다 나나, 타키노 유미코, 야부시타 후